# Licania divaricata
Licania divaricata är en tvåhjärtbladig växtart som beskrevs av George Bentham. Licania divaricata ingår i släktet Licania och familjen Chrysobalanaceae. Inga underarter finns listade i Catalogue of Life.